# Limenitis godmani
Limenitis godmani är en fjärilsart som beskrevs av Hans Fruhstorfer 1915. Limenitis godmani ingår i släktet Limenitis och familjen praktfjärilar. Inga underarter finns listade i Catalogue of Life.